# Kouklen (obchtina)
Kouklen (bulgare : Куклен) est une obchtina de l'oblast de Plovdiv en Bulgarie.